# シンガポール日本語補習授業校
シンガポール日本語補習授業校（英語：The Japanese Supplementary School Singapore）はシンガポールにある現地校やシンガポール日本人学校以外のインターナショナルスクールに通う日本人生徒向けの補習校。1992年にシンガポール日本人会の一室からスタートした。1994年に外務省、文部省から補習校として認可され、1996年にはシンガポール政府教育省から認可された。2009年現在はシンガポール日本人学校クレメンティ校の校舎で開校している。

## 年表
- 1992年10月 シンガポール日本人会の一室で補習校がスタートした。
- 1994年5月 学校名を「シンガポール日本語学校」とする。（児童生徒数24名、講師数6名）
- 1994年10月 外務省及び文部省から正式な補習校として認可される。
- 1994年12月 学校名を「シンガポール日本語補習授業校（英語：The Japanese Supplementary School Singapore）」に変更する。
- 1995年1月 外務省援助対象校として認可される。講師謝金補助及び校舎借料補助を受給できるようになった。
- 1995年4月 本格的な補習校としてスタート。シンガポール日本人学校クレメンティ校の一部を借りての開校[1]。（児童生徒数86名、教職員数12名）
- 1996年6月 シンガポール日本語補習授業校に、シンガポール教育省より正式な認可がおりる。
- 2002年2月 シンガポール政府よりCharity Body(慈善事業団体)への所属が認可。学校設立時に遡って所得税免除適用。